# Shigeru Morioka
Shigeru Morioka (Japans: 森岡 茂, Morioka Shigeru) (Ozu, 12 augustus 1973) is een voormalig Japans voetballer.

## Clubcarrière
Morioka speelde tussen 1992 en 2008 voor Gamba Osaka, Kyoto Purple Sanga, Vissel Kobe en Banditonce Kakogawa.

## Olympische Spelen
Morioka vertegenwoordigde zijn vaderland op de Olympische Spelen 1996 in Atlanta. Ondanks een overwinning op Brazilië (1-0) werd de Japanse olympische selectie onder leiding van bondscoach Akira Nishino al in de groepsronde uitgeschakeld.